# 赤井士郎
赤井 士郎（あかい しろう、1933年8月11日 - ）は、日本の経営者。三井ホーム社長を務めた。

## 来歴・人物
富山県出身。1956年に武蔵大学経済学部経済学科を卒業し、同年に三信建物に入社。1960年に三井不動産に転じ、1977年に三井ホーム常務に就任し、1983年6月に専務を経て、1991年6月に社長に就任。1999年6月に会長に就任し、2002年4月に取締役相談役に就任。
1998年11月に藍綬褒章を受章。